# 오니시 다다오
오니시 다다오(일본어: 大西 忠生, 1943년 4월 18일 ~ 2006년 6월 29일)는 일본의 전 축구 선수이다.

## 국가대표팀 경력
그는 1969년 FIFA 월드컵 예선에 참가할 일본 국가대표팀에 발탁되었으며, 10월 10일 오스트레일리아와의 경기에서 데뷔했다.

## 통계
| 일본 | 일본 | 일본 |
| 연도 | 출전 | 득점 |
| ---- | ---- | ---- |
| 1969 | 1    | 0    |
| 통산 | 1    | 0    |